# A Princesa Prometida
The Princess Bride (bra/prt: A Princesa Prometida) é um filme estadunidense, dirigido por Rob Reiner, baseado no romance de 1973 de William Goldman, combinando aventura, comédia, romance e fantasia. O filme é considerado como um clássico cult. A Princesa Prometida inicialmente foi um sucesso razoável, arrecadando 30,8 milhões de dólares nos Estados Unidos e no Canadá, com um orçamento de produção de 16 milhões de dólares.

## Elenco

### Narrativa moldura
- Peter Falk como Avô/Narrador (participação especial)
- Fred Savage como neto
- Betsy Brantley como mãe

### História principal
- Cary Elwes como Westley/Pirata Roberts/Homem de preto
- Robin Wright como Buttercup/Princesa prometida
- Chris Sarandon como Príncipe Humperdinck.
- Mandy Patinkin como Inigo Montoya, um espadachim espanhol
- Christopher Guest como Conde Tyrone Rugen, homem de seis-dedos
- André the Giant como Fezzik, um gigante
- Wallace Shawn como Vizzini.
- Billy Crystal como Max Milagroso
- Carol Kane como Valerie, esposa de Max
- Peter Cook como O Clérigo Impressionante, o sacerdote do casamento de Humperdinck e Buttercup. Ele não consegue pronunciar "R"s ou "L"s.
- Mel Smith como Albino, assistente torturador do Conde Rugen
- Margery Mason como anciã, mulher no sonho de Buttercup
- Malcolm Storry como Yellin, soldado de Florin.
- Willoughby Gray como Rei, pai do Príncipe Humperdinck.
- Anne Dyson como Rainha, mãe do Príncipe Humperdinck.

## Sinopse
Na narrativa moldura, um idoso lê o livro A Princesa Prometida para seu pequeno neto que está ligeiramente enfermo. As cenas da narrativa ocasionalmente interrompem a história principal, principalmente quando o neto fala para o avô pular as "partes de beijo".
Na história do livro, a jovem mulher aristocrática chamada Buttercup conhece um camponês no Condado de Florin chamado Westley que sempre atende seus pedidos com a frase "como desejar" ("as you wish"). Os dois se apaixonam mas Westley resolve partir em busca de fortuna para poder se casar com ela. Pouco tempo depois, Buttercup fica sabendo que o barco que Westley viajava fora atacado pelo sanguinário Pirata Roberts. Como o vilão é conhecido por não deixar sobreviventes, Buttercup pensa que Westley está morto e adoece em desespero. Cinco anos depois,  Buttercup relutantemente concorda em se casar com o Príncipe Humperdinck, herdeiro do trono de Florin. Antes do casamento ela é raptada pelo trio de malfeitores formado por um chefão siciliano chamado Vizzini, um gigante chamado Fezzik e um mestre espadachim espanhol chamado Inigo Montoya. A intenção do rapto é fazer com que os habitantes de Florin acreditem que seus vizinhos de Guilder tenham sido os mandantes e com isso causar uma guerra entre os dois reinos. Mas os planos dos bandidos são atrapalhados quando surge um habilidoso guerreiro mascarado vestido de preto.

## Produção
Foram feitas muitas tentativas de adaptar o romance para o cinema. Em 1973, a 20th Century Fox pagou a Goldman 500 mil dólares pelos direitos e elaborou um roteiro. Richard Lester foi contratado para dirigir o filme que por pouco foi realizado, mas então o líder da produção da Fox foi despedido e o projeto sofreu um hiato. Goldman subsequentemente comprou de volta os direitos com seus próprios recursos. O filme quase conseguiu financiamento por muitas vezes até que na década seguinte o ator Christopher Reeve mostrou interesse em interpretar Westley—depois Rob Reiner conseguiu financiamento de Norman Lear.

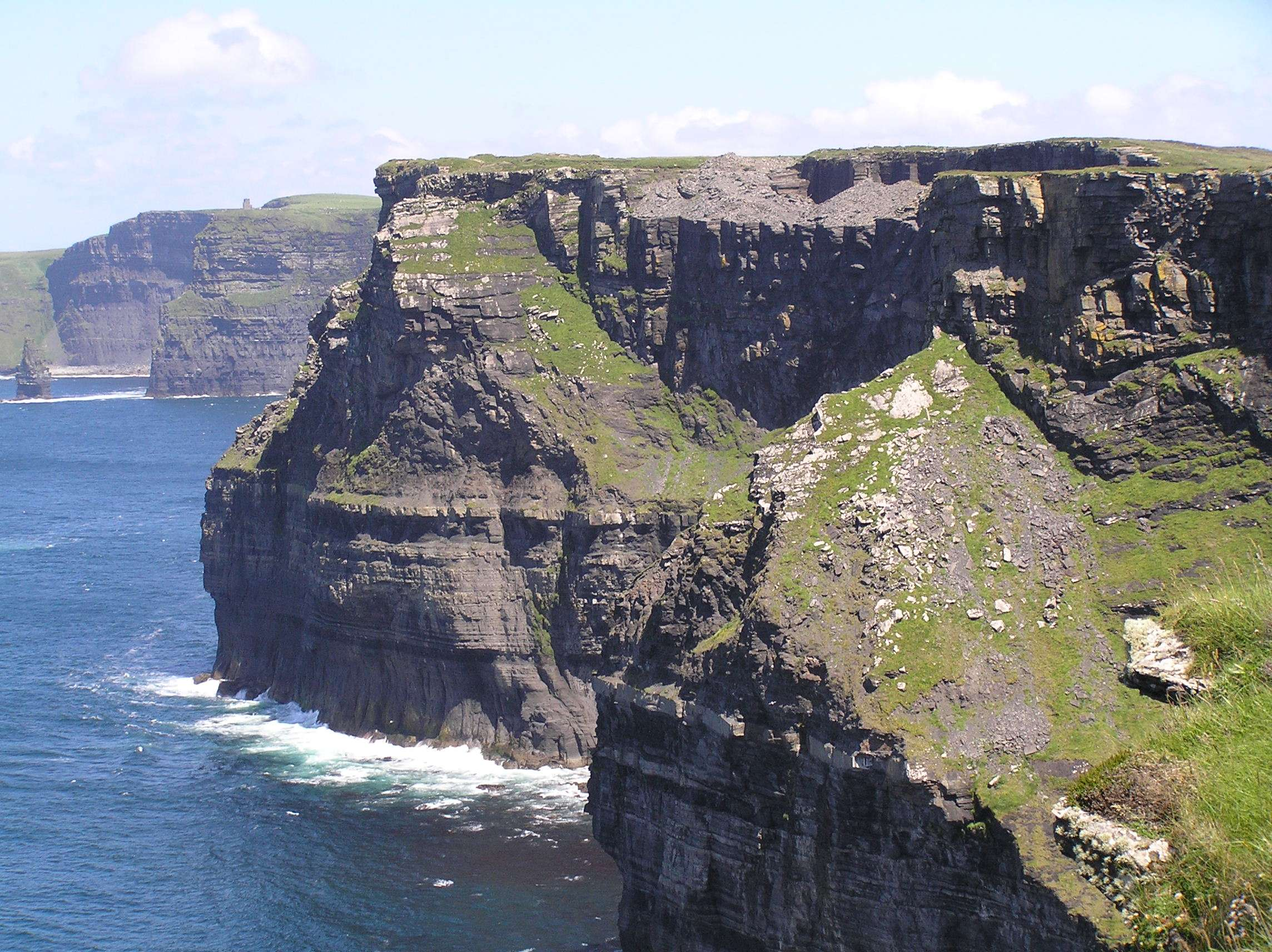
O "Penhasco da Insanidade" é na verdade os Penhascos de Moher no Condado Clare na Irlanda

O filme teve locações em vários cenários naturais da Irlanda e Inglaterra:
- Carl Wark, Sheffield, Inglaterra
- Burnham Beeches, Buckinghamshire, Inglaterra
- Cave Dale, Castleton, Derbyshire, Inglaterra
- Bradley Rocks e Robin Hood's Stride, Birchover, Derbyshire, Inglaterra
- Penhascos de Moher, Condado Clare, Irlanda (para a cena dos Penhascos da Insanidade)
- Haddon Hall, Bakewell, Derbyshire, Inglaterra
- Penshurst Place, Kent, Inglaterra[12]

Cary Elwes e Mandy Patinkin aprenderam esgrima com ambas as mãos para o filme (noticiou-se que gastavam todo o tempo livre durante as filmagens praticando com os instrutores de esgrima Bob Anderson e Peter Diamond, e entre si). Eles realmente realizaram todas as cenas de lutas com espadas, exceto as duas cambalhotas que foram feitas por dublês.
O popular lutador wrestler André o Gigante tinha se submetido a cirurgia nas costas antes das filmagens e, apesar do grande tamanho e força, não podia suportar o peso de Cary Elwes durante a cena de luta deles ou o de  Robin Wright na cena do salto na parte final do filme. Na cena de luta, quando Elwes fingiu segurar André pelas costas, na verdade usava uma série de rampas colocadas embaixo das câmeras durante os close-ups. Para as tomadas abertas, um dublê substituiu André. Quando ele aparentemente carregava Wright, na verdade ela estava suspensa por cabos.

## Trilha sonora
A trilha sonora original foi composta por Mark Knopfler, e distribuída pela Warner Bros. Records nos Estados Unidos e pela Vertigo Records internacionalmente em novembro de 1987. O disco contém a canção "Storybook Love", cantada por Willy DeVille e produzida por Mark Knopfler. Foi indicada ao Oscar de "Melhor Canção Original".
Em comentários sonoros sobre o filme na edição especial de DVD, o diretor Rob Reiner afirmou que apenas Mark Knopfler do Dire Straits poderia criar uma trilha sonora que capturasse a natureza peculiar ainda que romântica do filme. Reiner era admirador de Knopfler mas não o conhecia antes desse trabalho. Ele enviou o roteiro na esperança de que Knopfler concordasse em musicar o filme. O músico concordou com uma condição: que em algum momento do filme Reiner incluísse um boné de beisebol do CV-43 (que tivesse modificado para ser lido "USS Ooral Sea OV-4B") como usara como Marty DiBergi em This Is Spinal Tap. Reiner não tinha como produzir o boné original, então incluiu um similar no quarto do neto. Knopfler mais tarde disse que estava brincando.

## Recepção

### Bilheteria
O filme teve inicialmente um sucesso modesto arrecadando 30.8 milhões de dólares nos Estados Unidos e Canadá  para um orçamento de 16 milhões de dólares.

### Crítica
The Princess Bride recebeu críticas elogiosas. No Rotten Tomatoes, o filme conseguiu 97% de aprovação ("Certified Fresh"), baseado em 63 resenhas, com uma média de 8.3/10. O consenso do site foi: "Um delicioso conto de fadas pós-moderno, A Princesa Prometida é uma ágil e inteligente mistura de luta de espadas, romance e comédia que pega a velha história da donzela em perigo e transforma em algo novo ". No Metacritic, o filme consegui a nota 77%, baseado em 20 críticas, apontando "resenhas geralmente favoráveis".
Gene Siskel e Roger Ebert deram ao filme "dois polegares para cima" em seu programa de televisão. Ebert também escreveu uma resenha impressa muito favorável em sua coluna no Chicago Sun-Times.
Richard Corliss da Revista Time disse que o filme era divertido para toda a família e mais tarde, foi listado como um dos melhores de 1987. Janet Maslin do The New York Times elogiou o elenco e a doçura do filme.

### Legado
The Princess Bride não teve um grande sucesso no lançamento, mas se tornou um cult classic após seu lançamento em vídeo. O filme é amplamente homenageado com eminentes citações.
Em 2000, os leitores da revista Total Film elegeram The Princess Bride como a 38ª maior comédia de todos os tempos. Em 2006, o roteiro de William Goldman foi selecionado por Writers Guild of America como o  84º melhor de todos os tempos; repetiu a classificação na atualização de 2013. O filme foi selecionado como o número 88 na lista da AFI - American Film Institute "AFI's 100 Years... 100 Passions" sobre as cem maiores histórias de amor de todos os tempos.
Listas do American Film Institute
- AFI's 100 Years...100 Laughs – Indicado como melhor comédia[30]
- AFI's 100 Years...100 Passions – No. 88
- AFI's 100 Years...100 Movie Quotes - melhores citações:
  - "Hello. My name is Inigo Montoya. You killed my father; prepare to die!"  (Tradução livre:"Olá. Meu nome é Inigo Montoya. Você matou meu pai; prepare-se para morrer!")– Indicado[31]
- AFI's 10 Top 10 – Indicado a filme de fantasia[32]

Em dezembro de 2011, o diretor Jason Reitman apresentou uma leitura do roteiro de The Princess Bride no Museu de Artes de Los Angeles (LACMA), com Paul Rudd como Westley; Mindy Kaling como Buttercup; Patton Oswalt como Vizzini; Kevin Pollak como Max Miraculoso; Goran Visnjic como Inigo Montoya; Cary Elwes como Humperdinck; o diretor Rob Reiner como o avô; e Fred Savage reprisando seu papel de neto.
Em 2013, o diretor Ari Folman lançou uma animação/live action, The Congress, diretamente referenciando o filme, estrelando Robin Wright como a atriz clonada digitalmente.
Em 2015, uma coleção de ensaios sobre o filme e o romance foram publicados com o título The Princess Bride and Philosophy.